# Fàbrica de la Sansa
La fàbrica de la Sansa és un edifici de Santa Bàrbara (Montsià) inclòs a l'Inventari del Patrimoni Arquitectònic de Catalunya.

## Descripció
El recinte és envoltat per un mur de maçoneria emblanquinat, amb petits merlets cada pocs metres i entrada per la carretera de Tortosa i per un camí secundari a mà esquerra. A l'interior es destaca l'antiga xemeneia de la fàbrica realitzada amb totxo, amb una base quadrada que s'enlaira circular i que es fa estreta amb l'alçada. La boca de la xemeneia té un coll engrossit com a protecció. També s'observen una sèrie d'anells de ferro per tal que no caigui, ja que s'hi veuen diverses esquerdes.
Els edificis estan situats als costats i darrere la xemeneia.
Al davant hi ha un edifici de planta rectangular amb dos pisos, a la planta baixa, amb porta central, s'hi accedeix per unes escales amb barana de ferro i treball de forja. El primer pis té finestres quadrades. La teulada és a dues vessants. Aquest edifici servia d'oficines i actualment una part està aprofitada per a indústria.
Transversal a aquest hi ha un edifici de planta rectangular, amb galeria coberta al primer pis, oberta al pati per mitjà d'arcades de mig punt.
Resta un altre edifici, també de planta rectangular i teulada a doble vessant, molt malmès per les obres de reaprofitament.

## Història
Els primers religiosos que ocuparen aquestes terres pertanyien a les ordes de la Mercè, trinitaris i Dominics del Rosari. Els mercedaris ocupaven a l'Hostal dels Frares una extensa finca, propietat del convent de Santa Caterina de Tortosa. Al lloc on és avui la fàbrica, els frares tenien dues premses amb les corresponents moles. La finca fou comprada degut a la desamortització el 24 de desembre de 1842 per un tal Benet Vicente, de Madrid. La finca tenia 69 jornals.
A principis de segle xx, uns industrials reusencs, entre ells Jaume Olivé, la compraren a Jenar Bertoli per muntar-hi una fàbrica. El 1920 apareix com a amo Josep Maria Domingo. A l'època de la Guerra fou col·lectivitzada pels treballadors. L'any 1938 la fàbrica retorna al seu amo, J. Mª Domingo, que la va vendre a Baranger germans, fabricants de sabó de Barcelona, que la feren funcionar amb el nom de "Aceitera Ibérica, S. A.". Després la comprà el Sr. Homedes de Tortosa, que la tancà.